# Tierpark Rosegg
Koordinaten: 46° 35′ 4,2″ N, 14° 1′ 23,5″ O
Der Tierpark Rosegg in der Marktgemeinde Rosegg ist der größte Tierpark im österreichischen Bundesland Kärnten.

## Tierpark
Der anfangs als fürstliches Jagdgebiet dienende Tierpark wurde von Peter Ritter von Bohr begründet, der ab 1830 die Tierparkmauer um die bewaldeten Hänge einer Höhenburg errichten ließ. Diese Mauer stellt auch heute noch die Begrenzung des Tierparkes dar. Bereits 1833 ging die Herrschaft Rosegg an Fürst Johann von Liechtenstein über. Die im Tierpark gelegene Burgruine Rosegg, der Tiergarten selbst und das nahegelegene Schloss Rosegg befinden sich noch im Besitz seiner Nachkommen. Der Tierpark Rosegg ist seit 1970 der Öffentlichkeit zugänglich.
Im Park leben etwa 300 Tiere aus 35 Arten, die sich auf eine große Hirschwiese, einen Exoten- und Haustierbereich sowie den historischen Tiergarten rund um den bewaldeten Berg verteilen. Mit etwa 80.000 Besuchern jährlich ist er das am meisten besuchte touristische Ziel in Rosegg. Zudem gibt es ein Buffet, einen Kleintierzoo und einen Kinderspielplatz.

## Galerie

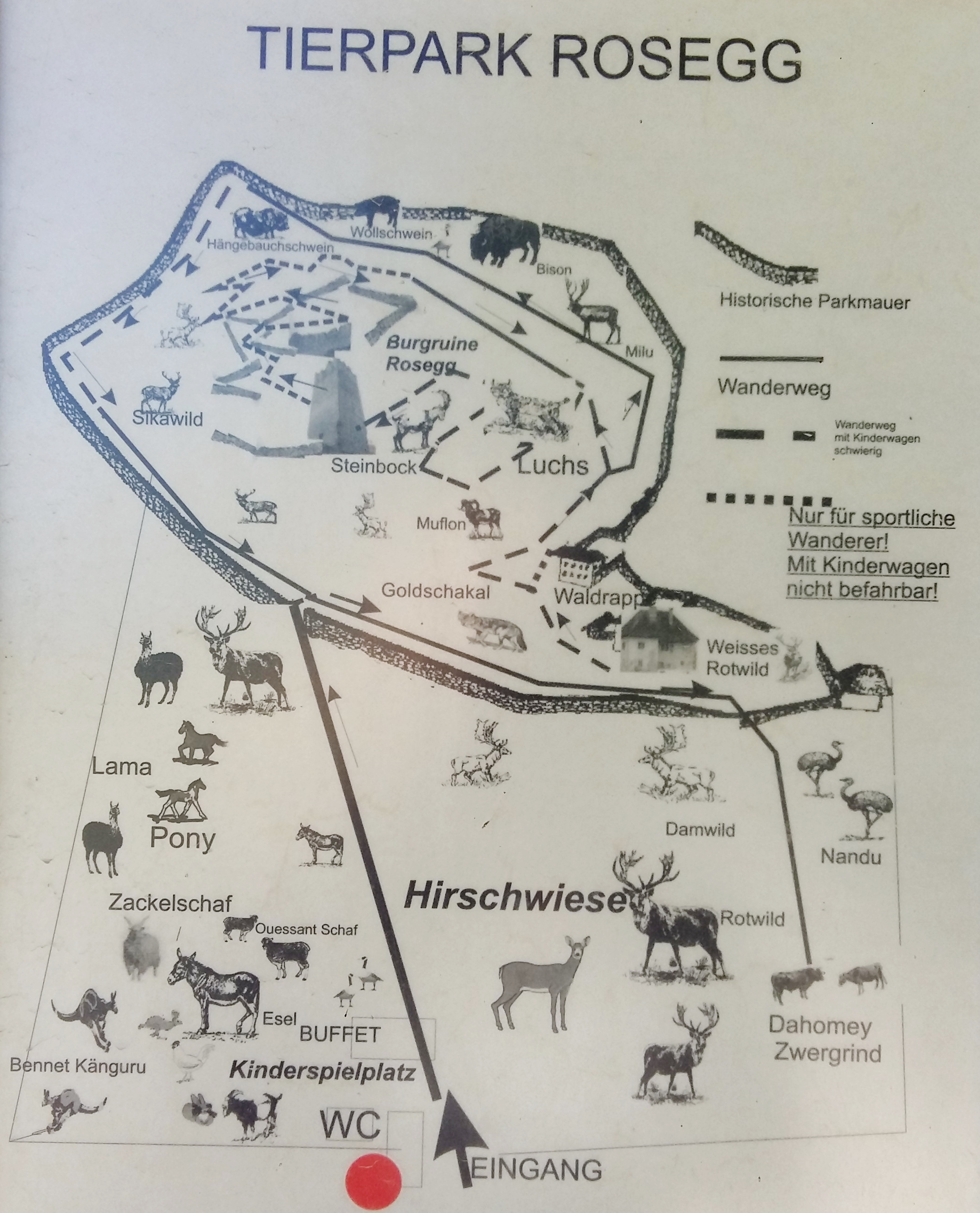
Wegbeschreibung am Eingang des Tierparks
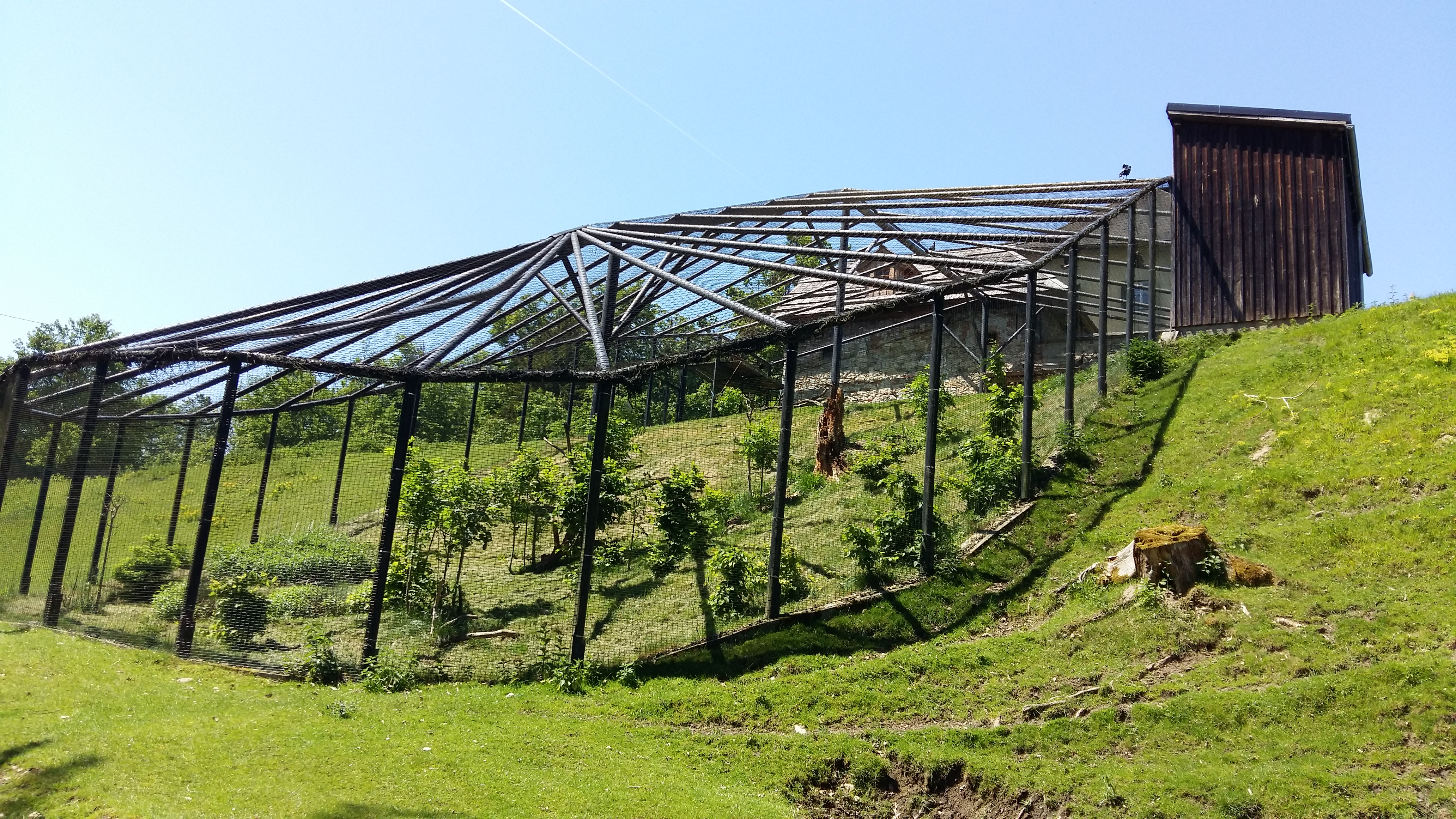
Waldrapp-Gehege: Der Tierpark beteiligt sich am Schutz der bedrohten Vogelart
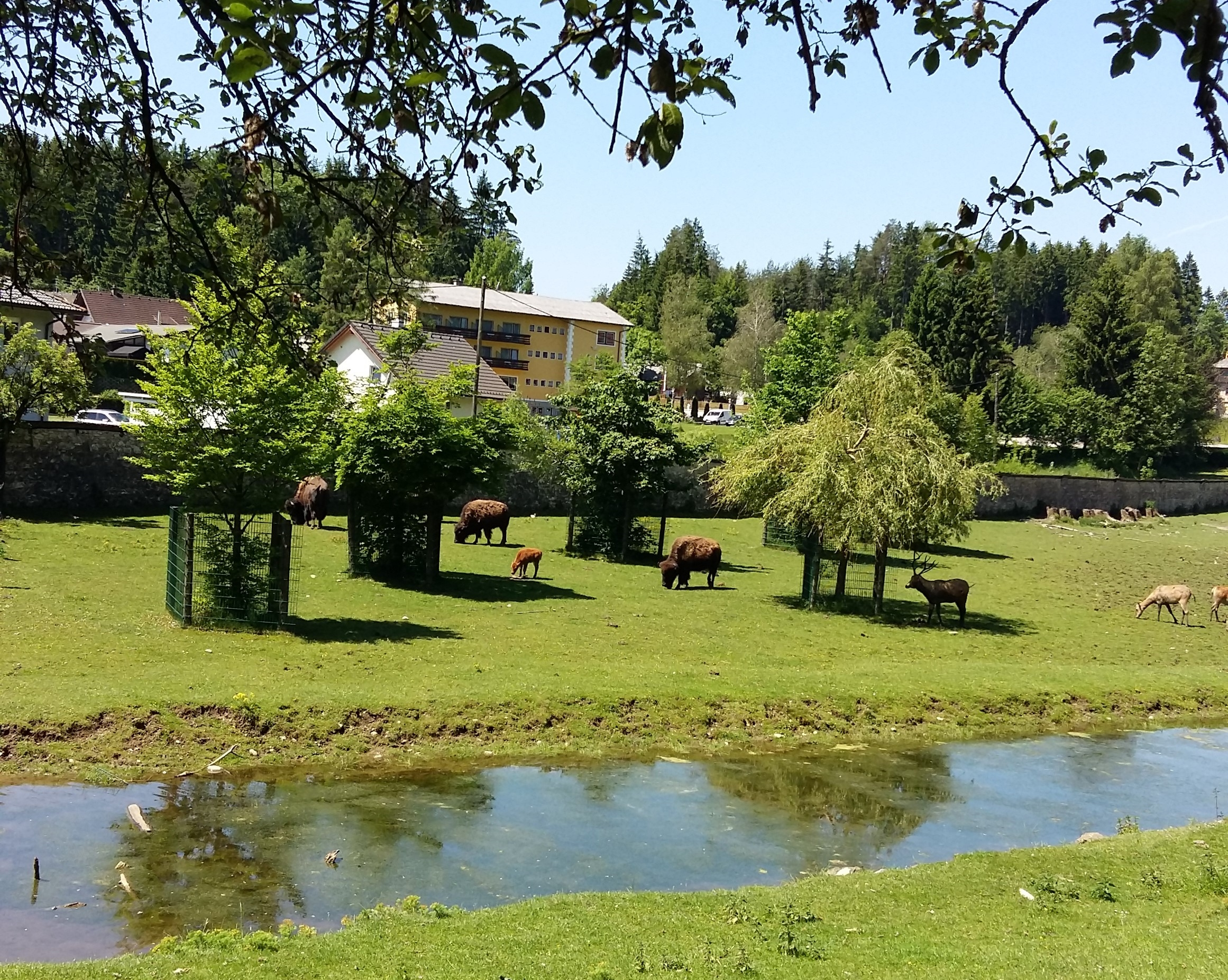
Bisons und Milus
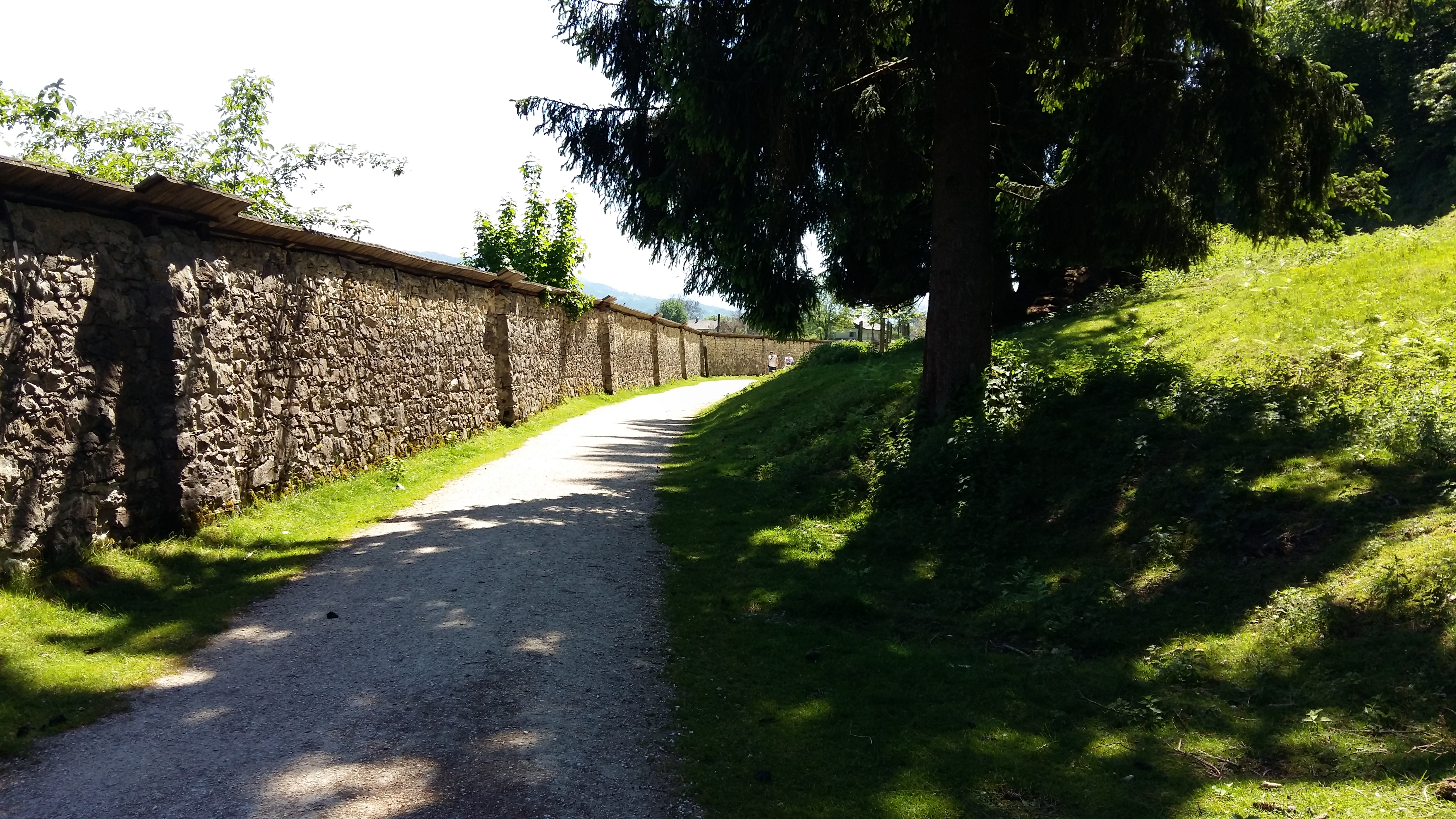
Rundweg und Tierparkmauer